# Timofej Michajlovič Buldakov
Timofej Michajlovič Buldakov (rusky Тимофей Михайлович Булдаков, 17. století Velikij Usťug – asi 17. století ?) byl ruský polárník, jehož plavba po Severním ledovém oceánu znamenala začátek rozvoje Severní mořské cesty.

## Životopis
Narodil se ve Velikém Usťugu, kde byl podle městských knih uveden jako jeden z kovářů. Z rodného města se odstěhoval do Stěpanovské Slobody nedaleko Tobolska, kde se stal kozákem.
V roce 1649 byl poslán s kozáckým oddílem shromažďovat jasak v povodí Kolymy. Na podzim opustil Jakutsk, ale podařilo se mu dosáhnout pouze osady Žigansk, kde přezimoval a 2. června 1650 dosáhl ústí řeky Leny. Od ústí řeky na pěti kočích vyrazil na východ, ale během prvních čtyř týdnů stál v podstatě na místě kvůli silnému ledu. Až v polovině července dosáhl zálivu Omolajeva, kde kvůli silnému protivětru a ledovým krám na několik dní uvízl. Pak se mu podařilo plachtit na východ k ústí Jany.
Poté se mu podařilo celkem rychle plout na východ a držet se pobřeží, jako první v historii obeplul mys Svatý nos. V srpnu přišly silné mrazy, snížila se viditelnost na moři a koče zamrzly. Buldakov ještě několik dní vyčkával, zda se mu nepodaří plout dále, ale pak to vzdal, opustil zamrzlé lodě a pokračoval se svými společníky po souši.
Po několika dnech kozáci, vyčerpaní hladem, zimou, strádáním a kurdějemi, dosáhli ústí Indigarky, odkud pokračovali více než 300 mil do zimoviště Ujandin, kde našli pomoc a strávili zimu 1650/1651. Všechny jejich koče byly zničeny ledem.
V roce 1651 se Buldakov vydal z Ujandinu směrem na Kolymu na psím spřežení. Putoval celý měsíc a jedl jen kůru ze stromů. Dosáhl Kolymy, kde přezimoval a vrátil se do Jakutska, kde sepsal podrobný popis svého putování. Buldakovova zpráva utvrdila ruské úřady v tom, že do budoucna bude možná Severní mořská cesta.
Není známo, co Buldakov dále po výpravě dělal, ani kdy a kde zemřel.